# Micrasema rusticum
Micrasema rusticum är en nattsländeart som först beskrevs av Hagen 1868.  Micrasema rusticum ingår i släktet Micrasema och familjen bäcknattsländor. Inga underarter finns listade i Catalogue of Life.